# Augustinus (Maler)
Augustinus (* 14. Jahrhundert; † Ende 14. Jahrhundert in Forlì) war ein italienischer Maler, Anhänger von Giotto, aktiv in Forli im späten 14. Jahrhundert.

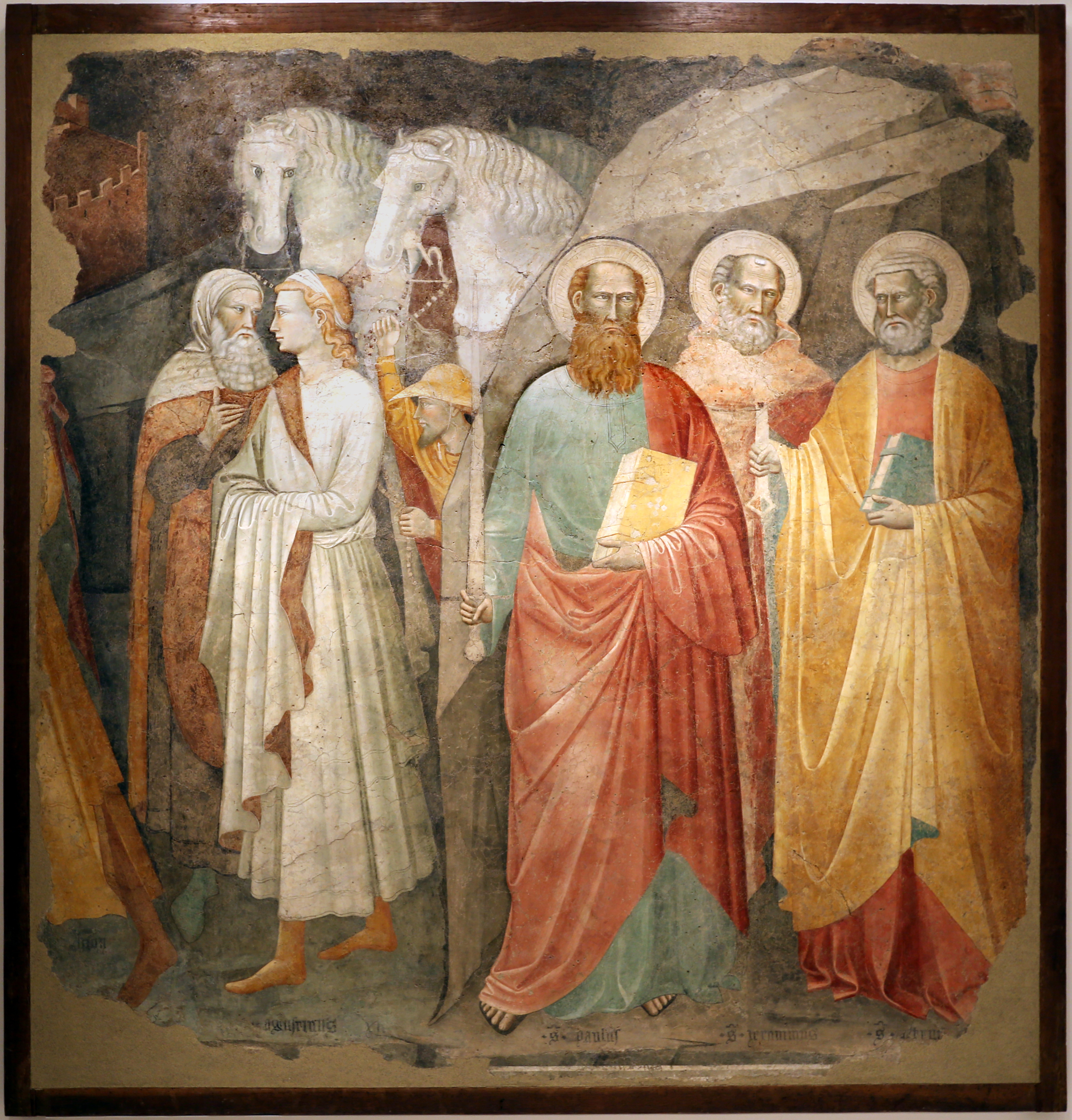
Augustinus, Prozession der Heiligen Drei Könige, Kirche Santa Maria Assunta in Laterano, Forlì

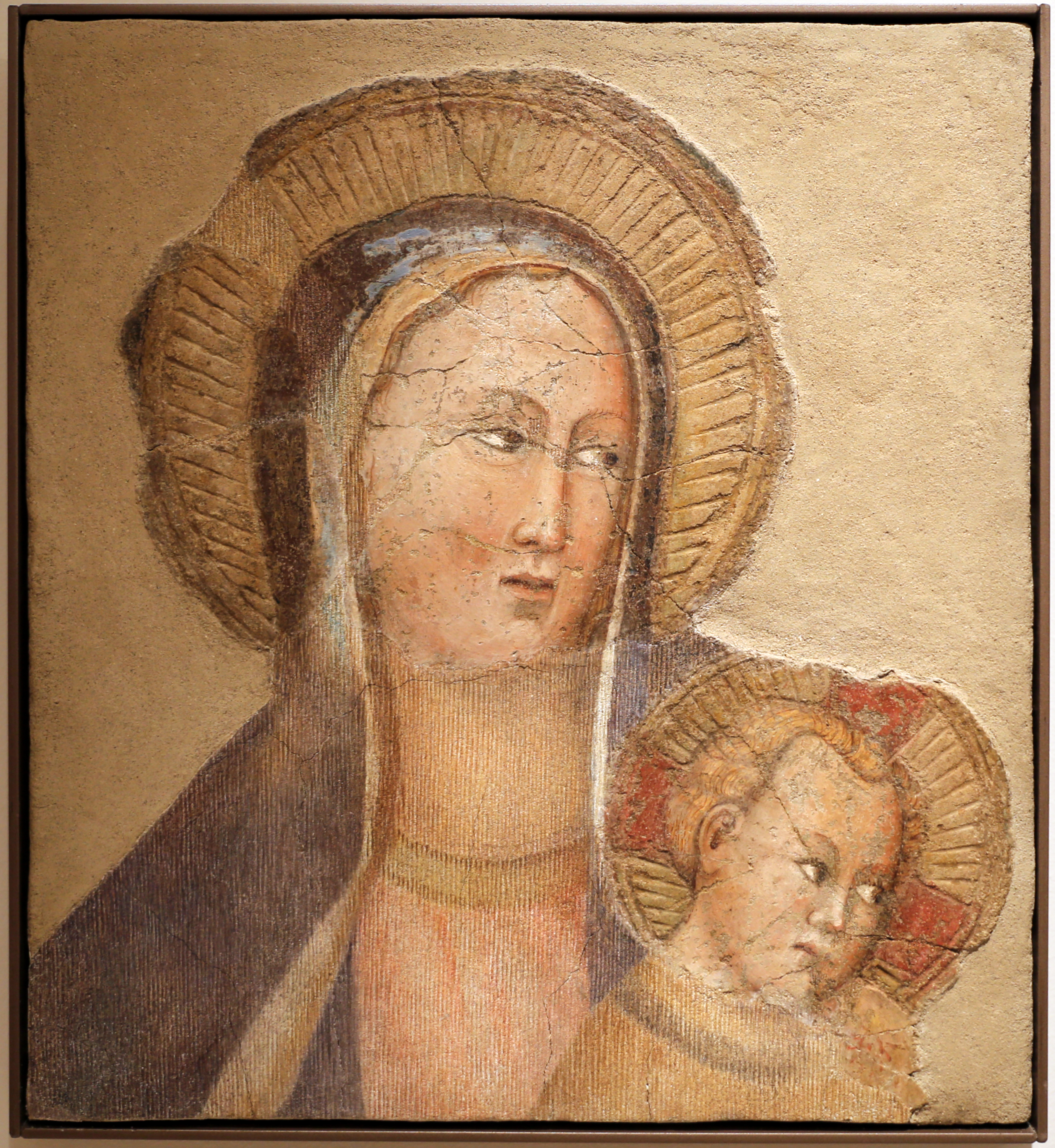
Augustinus, Madonna mit Kind

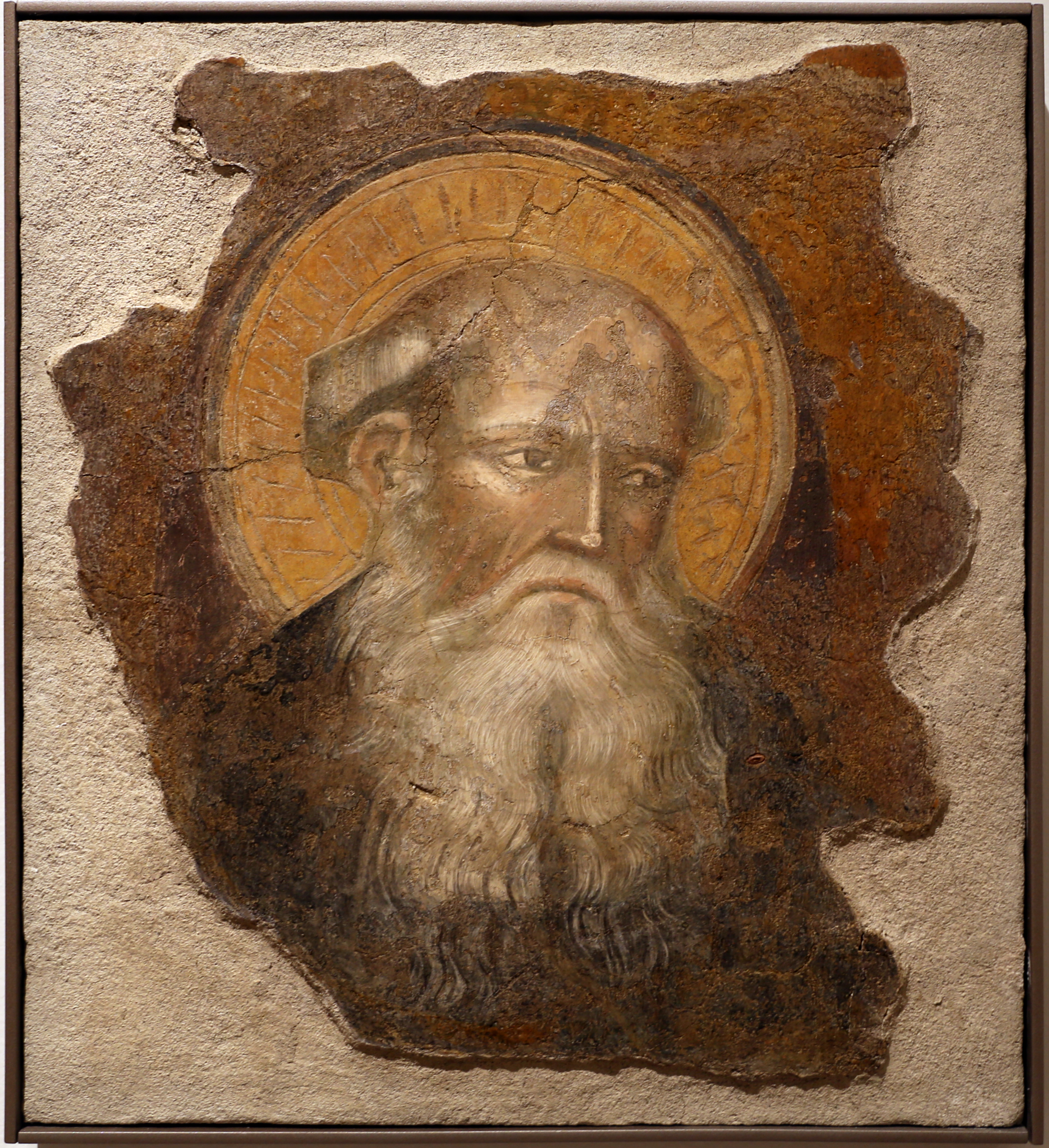
Augustinus, Heiligenkopf

## Leben
Der Name leitet sich von der Signatur Augustinus pinxit auf einigen Fresken ab, die sich ursprünglich in der Kirche Santa Maria in Laterano in Schiavonia in Forlì befanden und sich heute in der Pinacoteca civica di Forlì befinden. Ein Fragment trägt die Aufschrift Prozession der Heiligen Drei Könige, der andere Fragmente zugeordnet sind. Giordano Viroli zufolge handelt es sich um ein Gemälde mit einer “kraftvollen” Sprache, ein Werk von “edlem Ausmaß”, mit Heiligen und Heiligen Drei Königen “still und ernst”, dargestellt in einem “wahrhaftigen Fest der Farben”, mit einer “herzlichen Klarheit, die die Draperie in keuschen Flächen ausbreitet, die ernsten Gesten dieser Figuren, die in hallenden Figurationen die tiefe und stille Freude eines Ereignisses der antiken Geschichte feiern”
Kritiker haben versucht, den Namen und die Geschichte des Autors genauer zu bestimmen, aber bisher konnte keine biografische Gewissheit erzielt werden. Es besteht jedoch weitgehende Einigkeit darüber, dass er “zu jenen Malern der Giotto-Schule des ausgehenden Jahrhunderts gehört, die in Reaktion auf das Aufkommen der höfischen und naturalistischen Formen der Spätgotik versuchten, Giottos Volumen und Räumlichkeit neu zu beleben”. Schon die Schwierigkeit, ein Gemälde einem der benachbarten Gebiete zuzuordnen, zeigt die beginnende Herausbildung einer eigenen Forliveser Schule.

## Werke
Die folgenden Werke werden derzeit dem Maler Augustinus zugeschrieben, die als freistehende Fresken auch Fragmente eines einzigen großen Werkes sein könnten:
- Prozession der Heiligen Drei Könige und der Heiligen Petrus, Paulus und Hieronymus[3].
- Kopf eines Heiligen (Fragment)
- Madonna mit Kind (Fragment).